# مهراجا (فلم 2024)
مهراجا أو الملك العظيم (باللغة التاميلية:மகாராஜா) هو فيلم إثارة وأكشن هندي ناطق باللغة التاميلية عُرض عام 2024، من إخراج نيثلان ساميناثان. أنتج بالتعاون بين The Route و Think Studios وPassion Studios. الفيلم من بطولة فيجاي سيثوباثي وأنوراغ كاشياب ومامتا موهانداس. تدور أحداث الفيلم حول الحلاق مهراجا من تشيناي، الذي يذهب إلى مركز الشرطة لاستعادة سلة المهملات المسروقة من بيته، لكن رجال الشرطة يكتشفون أن نواياه كانت شيئًا آخرًا.
أعلن رسميًا عن الفيلم في فبراير 2023 بعنوان مؤقت هو "VJS50"، وسُمي بذلك لأنه الفيلم رقم 50 للنجم سيثوباثي كبطل رئيسي. بدأ التصوير الرئيسي في نفس الشهر، تجري أحداث الفيلم في مدينة تشيناي. لاحقًا أعلن عن العنوان الرسمي في يوليو، وقد انضمت شركة "ثينك ستوديوز" كمنتج مشارك في نهاية تصوير الفيلم. وألف الموسيقى بي أجانش لوكنايث، بينما كان التصوير السينمائي من تنفيذ دينيش بوروشوثامان والمونتاج من تحرير فيلومين راج.
صدر الفيلم رسميًا في 14 يونيو 2024 في دور العرض، وقد لاقى إعجابًا واسعًا من النقاد الذين أشادوا بأداء سيثوباثي، ومونتاج فيلومين، وسيناريو وإخراج سواميناثان. وحطم الفيلم عدة أرقام قياسية، بما في ذلك تحقيقه لأعلى إيرادات لفيلم من جنوب الهند في الصين، وأصبح رابع أعلى أفلام التاميل إيرادات في عام 2024.

## الحبكة
مهراجا هو رجل هادئ يعمل حلاقًا في صالون رامكي في تشيناي . في أحد الأيام، اصطدمت شاحنة بمنزل كان يزوره هو وعائلته، مما أدى إلى وفاة زوجته. تنجو ابنته جوتي عندما تسقط سلة المهملات عن طريق الخطأ وتغطيها. أطلق مهراجا وجوتي على سلة المهملات اسم "لاكشمي" من باب المودة.
في أحد الأيام، يزور مهراجا مركز الشرطة المحلي للإبلاغ عن عملية سرقة، مشيرًا إلى أن لاكشمي تعرضت للسرقة، مما أثار سخرية رجال الشرطة. يروي الحادثة: قامت عصابة مسلحة بمداهمة منزله، وهاجمته، وأخذت لاكشمي. لا تريد الشرطة بذل جهد في العثور على سلة المهملات الفارغة، لكنها تقبل بمجرد وعدها بدفع رشوة قدرها 500 ألف  للمجرمين. يقومون بإلقاء القبض على نالاسيوام، وهو مخبر غير رسمي للشرطة.
الماضي (2009): سيلفام وساباري هما مجرمان يقومان بمداهمة المنازل واغتصاب النساء وقتلهن. يعيش سيلفام بسعادة مع زوجته كوكيلا وابنته الصغيرة أمو، اللذان لا يعرفان حقًا ما يفعله لكسب عيشه. ذات يوم، تخبر صابري سيلفام أن جرائمهم موجودة في الصحيفة. يصادف أن يكون سيلفام في صالون رامكي لقص اللحية أثناء المحادثة الهاتفية ويشتبه في أن مهراجا سمع. يغادر لكنه ينسى السلسلة الذهبية في الصالون التي يريد أن يهديها لأمو في عيد ميلادها. يزور مهراجا منزل سيلفام لإعادته، لكن الشرطة تصل في نفس الوقت، وتطلق النار على ساباري، وتعتقل سيلفام، الذي يعتقد أن مهراجا كشف أمره. كوكيلا تصاب بالصدمة بعد معرفة الحقيقة وتتبرأ من سيلفام.
الحاضر (2024): في الوقت الحاضر، يعمل مجرم يدعى دانا في مرآب للسيارات ؛ ويشهد مهراجا تورطه في قتال في أحد الحانات. في هذه الأثناء، يوافق نالاسيوام على التصرف كمرتكب الجريمة من أجل "حل" قضية سلة المهملات. تطلب الشرطة من مهراجا عبر الهاتف أن يروي الحادث مرة أخرى حتى يتمكن نالاسيوام من التصرف وفقًا لذلك.
يروي مهراجا الحادثة، لكن الفلاش باك يصور الحدث الحقيقي، ويكشف أن الحادثة لم تحدث له بل لجوتي. عادت جوتي إلى منزلها من معسكر رياضي نظمته معلمة العلاج الطبيعي آسيفا، بينما كان ماهاراجا لا يزال في العمل. تبين أن ثلاثة رجال هم سيلفام ودانا ونالاسيفام موجودون في المنزل لقتله. لا يزال سيلفام يعتقد أن مهراجا قد أبلغ عنه منذ 14 عامًا وتعهد بالانتقام، لكن مهراجا ليس في المنزل. وبدلاً من ذلك، اعتدى الثلاثي جسديًا على جوتي، وقام نالاسيوام باغتصابها عدة مرات. تم نقل جوتي إلى المستشفى. عند العودة إلى المنزل، يؤدي سقوط إيصال من دانا إلى قيادة مهراجا إلى مشاجرة الحانة المذكورة أعلاه والتي كانت دانا متورطة فيها. يكشف دانا أن أحد شركائه موجود داخل مركز الشرطة نفسه قبل أن يقطع مهراجا رأسه. يحدث هذا عندما يذهب إلى مركز الشرطة، كما هو موضح في البداية، ويخترع قصة حول كيفية سرقة سلة المهملات الخاصة به.
في الوقت الحاضر، يقوم المفتش فارادراجان وفريقه بأخذ نالاسيوام، الذي أصبح الآن مضطربًا إلى حد ما، إلى منزل مهراجا لإعادة سلة المهملات. ثم يكشف فارادراجان أن فريقه اكتشف تورط نالاسيوام في اغتصاب جوتي أثناء التحقيق في وفاة دانا. وهكذا، نفذوا خدعة إحضاره إلى مهراجا لتحقيق العدالة الأهلية، مما أعطى مهراجا الحرية لمعاقبته. يقتله مهراجا، ولكن ليس قبل أن يكتشف من هو الشريك الثالث. يصل إلى موقع البناء حيث يعمل سيلفام، ويصيبه بالعجز، ويحضر جوتي إليه حسب رغبتها. يرمي جوتي حقيبة من المجوهرات على وجهه، معتقدًا أنه جاء إلى منزلهم من أجلها. يجد سيلفام السلسلة الذهبية التي اشتراها لأمو في عيد ميلادها - نفس السلسلة التي جاء ماهاراجا لإعادتها قبل سنوات عديدة.
يتم الكشف عن المشهد الكامل الذي ماتت فيه زوجة مهراجا في البداية بمزيد من السياق. بعد إلقاء القبض على سيلفام، جاء ماهاراجا وزوجته وطفله إلى منزل كوكيلا الجديد لإعادة السلسلة. عندما ذهب ماهاراجا لشراء هدية لأمو من المتجر عبر الشارع، اصطدمت شاحنة بمنزل كوكيلا، مما أسفر عن مقتل الجميع باستثناء أمو، التي أنقذتها سلة المهملات لاكشمي. تبنى مهراجا أمو، وغير اسمها إلى جوثي، ورباها كأنها ابنته. في الوقت الحاضر، يرى سيلفام ندبة على كتف جوتي، وهي نفس الندبة التي لحقت بأمو، ويدرك أنه كان متواطئًا دون قصد في اغتصاب ابنته والاعتداء عليها. تغادر أمو مع مهراجا ومعلمتها آسيفا. بسبب شعوره بالذنب، أقدم سيلفام على الانتحار بالسقوط من المبنى.

## قائمة الممثلين
- فيجاي سيثيباثي في دور ماهاراجا
- أنوراج كاشياب في دور سيلفام
- مامتا موهانداس في دور آصفا
- ناتي سوبارمانيام في دور مفتش س. فارداراجان
- أبهرامي في دور كوكيلة سيرلاكشمي
- ديفياباراثي في دور زوجة ماهاراجا
- سينغامبولي في دور نالاسيفام
- أرولدوس في دور SI بيرومالسامي
- مونيشكانث في دور شرطي كوزاندييفيلو
- ساشانا ناميداس في دور جوثي / أمو
- الطفلة شينيكا في دور الطفلة جوثي
- فينود ساغار في دور ساباري، مساعد سيلفام
- مانيكاندان في دور داهانا
- كاليان في دور مستشار كاروناكاران
- كالكِي راجا في دور شرطي، لص
- بي. ل. ثينابان في دور مالك صالون
- سارافانا سوبيا في دور مفتش
- فيتريفيل راجا في دور الشرطي دانيال
- بهارثيراجا في دور جوبال ثاثا
- موهان رامان في دور طبيب
- بوفايار في دور موظف صالون
- ليزي أنطوني في دور ضحية سطو
- بوستر ناندانكومار في دور مدير مدرسة
- سريجا رافي في دور والدة آصفا
- بيشايكاران موثي في دور موظف الجريمة الإلكترونية
- سانجيثا في. في دور زوجة فارداراجان
- سوبرجود سوبرا في دور مالك متجر الألعاب
- مولاي آرسي في دور زوجة لص
- براديب ك فيجيان في دور زبون صالون
- هيلو كانداسامي في دور شرطي

## الإنتاج
بعد نجاح فيلم "كرانغو بومّي" (2017)، تم توقيع نيثيلان ساميناثان من قبل سودهان سوندارام من استوديوهات باشن لتوجيه فيلمه القادم تحت إنتاجهم.  ومع ذلك، ظل المشروع في جحيم التطوير لعدة سنوات لأسباب غير معروفة. ثم روى نيثلان السيناريو إلى جي دانانجيان ، الذي اقترح على المخرج أن يروي السيناريو إلى فيجاي أنتوني ، وهو ما فعله وأعجب الممثل.  ومع ذلك، كان على نيثلان أن يحصل على شهادة عدم ممانعة من شركة الإنتاج التابعة لسوندارام. ولم تكن الشركة مؤيدة لتسليم المشروع إلى منزل آخر، وبالتالي لم تقدم شهادة عدم الممانعة. بعد فترة وجيزة، أعلنت الشركة أنها ستروي السيناريو إلى فيجاي سيثوباتي ، وإذا رفض أن يكون جزءًا من الفيلم، فسوف يمررون المشروع. 
وافق سيثوباتي، الذي أعجب بالسيناريو، على أن يكون جزءًا من الفيلم، مما أدى إلى استبداله بأنطوني. وأصدرت شركة سوندارام إعلانًا عامًا في 1 فبراير 2023، مؤكدة المشروع. سيكون هذا المشروع بمثابة الفيلم الخمسين للممثل سيثوباتي كممثل رئيسي.  تم تسمية الفيلم مؤقتًا باسم VJS50 ، وبدأ التصوير الرئيسي بعد فترة وجيزة من احتفال Muhurat puja الذي أقيم في نفس اليوم في استوديو أفلام في تشيناي بحضور طاقم الفيلم.  في 12 يوليو، بالإضافة إلى تغليف التصوير الرئيسي، أعلنت شركات الإنتاج عن العنوان الرسمي للفيلم، ماهاراجا . 
تم الإعلان عن أن أنوراغ كاشياب، مامتا مونداس و ناتي سوبرامانيام سيلعبون الأدوار الرئيسية إلى جانب سيثوباثي، في حين سيظهر ديفيا بهاراثي، أبيرامي، أرولدوس، مونيشكانث، مانكندان، سينغامبولي، بهاراتيراجا، فينود ساغار و ب. ل. تينابان في الأدوار الداعمة.  تم الانتهاء من أعمال الدبلجة بتاريخ 31 ديسمبر 2023. 

## موسيقى
تم تأليف الموسيقى والخلفية بواسطة B. Ajaneesh Loknath ، في تعاونه الأول مع Sethupathi؛ والثاني مع Saminathan بعد Kurangu Bommai .  تم إصدار الأغنية المنفردة الثانية "Raja Paya Onnu" في 15 يونيو 2024، بعد إصدار الفيلم. 
| #  | عنوان            | المدة |
| -- | ---------------- | ----- |
| 1. | "Thayee Thayee"  | 3:08  |
| 2. | "Raja Paya Onnu" | 4:05  |

## الاطلاق

### مسرحي
تم إصدار فيلم مهرَاجا في دور العرض السينمائية في 14 يونيو 2024.  بصرف النظر عن لغته التاميلية الأصلية، فقد تمت دبلجته وإصداره أيضًا باللغة التيلجو.  تم عقد عرض صحفي للفيلم قبل يومين من إصداره، في 12 يونيو.  كان من المقرر في البداية من قبل صناع الفيلم أن يتم إطلاقه في مايو 2024، ولكن تم تأجيله لاحقًا إلى يونيو لأسباب غير محددة.  تم عرض الفيلم لأول مرة في لوس أنجلوس في 28 يونيو 2024، حيث تم اختياره كأحد اختيارات ليلة الختام في مهرجان الفيلم الهندي في لوس أنجلوس .  تم إصدار الفيلم في الصين في 29 نوفمبر 2024،  في أكثر من 40000 شاشة. 

### توزيع
اشترت شركة NVR Cinemas حقوق توزيع الفيلم في ولاية أندرا براديش وتيلانجانا .  إصدار استشارة AV Media في ولاية كيرالا من خلال.  قامت شركة Mani's Cine World، وهي شركة توزيع مقرها ولاية كيرالا، بإصدار الفيلم في جميع أنحاء شمال الهند. 

### وسائل الاعلام المنزلية
تم الاستحواذ على حقوق البث الرقمي بواسطة Netflix ،  حيث بدأ البث اعتبارًا من 12 يوليو 2024. 

## الاستقبال

### الاستجابة الحرجة
تلقى مهراجا استحسان النقاد، الذين أشادوا بأداء سيثوباتي، وتحرير فيلومين، وسيناريو سواميناثان وإخراجه.  
أعطى أرجون مينون من موقع Rediff.com 4/5 نجوم وكتب " ماهاراجا هو فيلم روائي مدهش، يجدد الأنماط المملة لأفلام الانتقام مع كشف أخلاقي صعب في الساعة الأخيرة، يعوض عن الحيل الصغيرة في الكتابة."  أعطى مانيكاندان كي آر من تايمز ناو 3.5/5 نجوم وكتب " ماهاراجا هو دراما انتقام/تحقيق جيدة إلى حد ما تعمل بشكل أساسي بسبب الأداء الجيد من طاقمها بالكامل وبعض الأعمال الاستثنائية من قبل رجال الأعمال الخطرين ومصمم الرقصات الخطرة."  أعطى جوثام إس من بينكفيلا 3.5/5 نجوم وكتب "يبرز فيجاي سيثوباتي في فيلم الانتقام المليء بالإثارة مع سيناريو مكتوب جيدًا من قبل نيثلان سواميناثان".  أعطى راكيش تارا من ABP News 3.5/5 نجوم وكتب " مهرَاجاهي محاولة طموحة لدمج القضايا المجتمعية الخطيرة مع عناصر السينما التجارية. في حين أنها نجحت في أجزاء، وخاصة من خلال الأداء القوي والموسيقى الجذابة، إلا أنها فشلت في تقديم سرد متماسك ومقنع." 
أعطت روبا رادها كريشنان من صحيفة تايمز أوف إنديا 3/5 نجوم وكتبت "فيجاي سيثوباتي رائع في فيلمه الخمسين، ولديه دور مكتوب جيدًا تحت تصرفه."  أعطت أنوشا سوندار من OTTPlay 3/5 نجوم وكتبت " ماهاراجا هو فيلم يغذي لك المعلومات في كل إطار وثانية، لذلك فقدان السيطرة عليه قد يجعلك غير قادر على فهم متى يتم ربط العقد."  كتب بهوفانيش شاندار من صحيفة هندو " ماهاراجا هو علامة أخرى على صانع الأفلام الجاد نيثلان، ويُظهر لنا كيف يمكن للكاتب الجيد تحويل حتى فكرة قديمة إلى تجربة شاشة كبيرة آسرة."  كتبت لاثا سرينيفاسان من صحيفة هندوستان تايمز "قدم المخرج نيثلان سواميناثان وفيجاي سيثوباتي فيلمًا يستحق وقتك بالتأكيد."  كتبت سواتهي ب أجيث من Onmanorama " مهرَاجاهو بلا شك دراما انتقام مثيرة تستحق المشاهدة في دور العرض."  كتب "ج.ا. غوثام من "أويرماي"  "فيلم "المهراجا" يرتدي تاج شباك التذاكر بسيناريوه المثير.  أعطى Ananda Vikatan 48/100 وكتب أن هذا الفيلم يعاقب بشكل خفي أولئك الذين لديهم أفكار مماثلة حول الأطفال. 
جاناني. أعطى K من إنديا توداي 2.5/5 نجوم وكتب "يحتوي مهرَاجاعلى الكثير من الأحداث. للأسف، فإن النجاحات والإخفاقات ليست متناسبة، حيث يكون للأخيرة اليد العليا. تُدفن هذه اللحظات الجيدة تحت الفكاهة السوداء، والتي بالكاد تعمل، والعديد من العيوب الأخرى."  أعطى ب.ف.س. براكاش من ديكان كرونيكل 2.5/5 نجوم وكتب "يستحق المخرج نِثِيلَان التربيت لأنه يجعل الضحية الفتاة أقوى وأكثر تصميمًا والتي تريد مقابلة الشخصيات الدقيقة واستجوابهم عن تصرفاتهم الشنيعة وجهاً لوجه ويلقي بتحول آخر في النهاية."  أعطى كيروبهاكار بوروشوثامان من إكسبرس الهندية 2/5 نجوم وكتب "المشكلة الشاملة في مهرَاجاهي طبيعتها "المتظاهرة" لتبدو وكأنها أفعوانية قاسية ومظلمة وعاطفية. إنه يهتم أكثر بكيفية ظهوره أكثر من ما هو عليه حقًا." 

### شباك التذاكر
حقق فيلم مهرَاجاإيرادات بلغت 4.7 كرور روبية هندية (780٬000 دولار أمريكي) في يوم افتتاحه.  حقق الفيلم 7.75 كرور روبية هندية (1٫3 مليون دولار أمريكي) في اليوم الثاني و 9 كرور روبية هندية (1٫5 مليون دولار أمريكي) الثاني. في اليوم الثالث.   تجاوز الفيلم جارودان ليصبح ثالث أكبر افتتاح لفيلم تاميلي في عام 2024، خلف كابتن ميلر وأرانماناي 4.  حقق الفيلم إيرادات تقدر بـ 52.6 كرور روبية هندية (8٫7 مليون دولار أمريكي) في عطلة نهاية الأسبوع الافتتاحية التي استمرت ثلاثة أيام، لتصبح أعلى عطلة نهاية أسبوع افتتاحية لفيلم تاميلي في عام 2024.  في يومه الرابع، تجاوز الفيلم 48.50 كرور روبية هندية (8٫1 مليون دولار أمريكي) من الهند، ليصل إجمالي إيراداته العالمية إلى 50 كرور روبية هندية (8٫3 مليون دولار أمريكي) .  
تجاوزت حصيلة الفيلم العالمية 66 كرور روبية هندية (11 مليون دولار أمريكي) عالميًا في خمسة أيام وحقق 60 كرور روبية هندية (10 مليون دولار أمريكي) من ولاية تاميل نادو.  حقق الفيلم إيرادات 77 كرور روبية هندية (13 مليون دولار أمريكي) في الأيام الستة من إصداره. أصبح الفيلم أسرع فيلم تاميلي من حيث الإيرادات في جميع أنحاء العالم في عام 2024 وأسرع فيلم من سلسلة سيثيباثي يصل إلى علامة 50 كرور  .  حقق الفيلم إيرادات 63.50 كرور روبية هندية (11 مليون دولار أمريكي) عالميًا في سبعة أيام، ليصبح بذلك الفيلم التاميلي الأعلى ربحًا لعام 2024 في أسبوعه الافتتاحي.  حقق الفيلم أكثر من 70 كرور روبية هندية (12 مليون دولار أمريكي) في جميع أنحاء العالم وأكثر من 48 كرور روبية هندية (8٫0 مليون دولار أمريكي) من شباك التذاكر الهندي في تسعة أيام.  تجاوز الفيلم حاجز 80 كرور  في شباك التذاكر في جميع أنحاء العالم في غضون 10 أيام من إصداره، محققًا إيرادات 81.8 كرور روبية هندية (14 مليون دولار أمريكي) .  بعد إصداره في الصين، حقق الفيلم 76.50 كرور  في شباك التذاكر في الصين، ليصبح الفيلم التاميلي الأعلى ربحًا في الصين.

## إعادة إنتاج محتملة
بعد نجاح الفيلم، أُعلن أن شركة عامر خان للإنتاج حصلت على حقوق إعادة إنتاج الفيلم باللغة الهندية، حيث يخطط مالكها عامر خان لتصوير دور سيثوباتي. 

## روابط خارجية
- (فلم 2024)/ مهراجا (فلم 2024) في روتن توميتوز.